# Glockner – Der schwarze Berg
Glockner – Der schwarze Berg ist ein Dokumentarfilm von Georg Riha, in der im Zeitraffer der Verlauf der Jahreszeiten und die Launen der Natur am höchsten Berg Österreichs, dem Großglockner, gezeigt und beschrieben werden.

## Inhalt
In dem Film zeigt der österreichische Regisseur und Buchautor Georg Riha die pittoreske Wildheit des Glocknermassivs. Ausgangspunkt sind die zahlreichen Sagen und Legenden über den „Schwarzen Berg“, dessen Bezeichnung auf ein schwarzes Kristall verweist, das vor vielen Jahrtausenden in seinem Inneren eingeschlossen sein soll. Danach zeigt der Film im Zeitraffertempo die Abläufe in der Natur innerhalb eines Kalenderjahres. Der Zuschauer sieht zufrierende und wieder auftauende Wasserfälle, dramatische Felsabbrüche, Unterwasseraufnahmen wie Luftbilder aus bekannten und wenig bekannten Perspektiven und Winkeln der Hohen Tauern. Eine Minute lang kann der Zuschauer den lautlosen Flug eines Adlers verfolgen, in anderen Sequenzen wiederum die lebhaften Spiele der Murmeltiere.
Thematisiert wird zudem die Geschichte der Besteigung des Berges sowie das Leben der Menschen in den dem Glockner am nächsten gelegenen Ortschaften Kals und Heiligenblut. Bergführer wie Toni Gliber und Sepp Lackner, die über 300-mal in ihrem Leben das in 3798 Metern Höhe gelegene Gipfelkreuz erreichten, werden interviewt. In Heiligenblut wird eine Fronleichnamsprozession dokumentiert.
Zudem zeigt der Film, wie verletzlich dieser Raum ist. Dazu werden die Eingriffe des Menschen und deren Folgen behandelt – der Bau der Hochalpenstraße und der Kabinenbahn zur Pasterze, der Massentourismus und die langjährigen Planungen für ein großes Wasserkraftwerk bei Kals werden erwähnt. Ihre Beurteilung wird dem Zuschauer jedoch selbst überlassen.

## Veröffentlichung auf DVD
Der Film erschien in der Edition Der österreichische Film der Zeitung Der Standard (Nr. 186).